# Kerstin von Lingen
Kerstin von Lingen (* 1971 in Bremen) ist eine deutsche Historikerin. Seit 2019 ist sie Professorin für Zeitgeschichte an der Universität Wien.

## Leben
Kerstin von Lingen studierte ab 1991 Neueste Geschichte, Mittelalterliche Geschichte und Italienisch an der Albert-Ludwigs-Universität Freiburg sowie 1993/94 Geschichts- und Politikwissenschaften an der Universität Mailand. 1995 erwarb sie ihren M.A. an der Universität Freiburg. Ab 1998 forschte sie an der Universität Tübingen für ein von Dieter Langewiesche und Hans-Peter Ullmann betreutes Dissertationsprojekt über den Kriegsverbrecherprozess gegen Albert Kesselring 1947 in Venedig. Von 1999 bis 2008 war sie wissenschaftliche Mitarbeiterin im Sonderforschungsbereich 437 Kriegserfahrungen. Krieg und Gesellschaft in der Neuzeit in Tübingen. 2003 erfolgte ihr Rigorosum. Ab 2005 arbeitete sie am DFG-Forschungsprojekt Immunität durch Kapitulationsverhandlungen: der Fall des SS-Obergruppenführers Karl Wolff, aus dem ihre Veröffentlichung SS und Secret Service entstand. Von 2006 bis 2012 war sie als Gutachterin für die Generalstaatsanwaltschaft Stuttgart in Ermittlungsverfahren zu NS-Kriegsverbrechen in Italien tätig. 2007 war sie Research Fellow of European Studies am Research Institute der University of Salford, England. 2008 wurde sie als Fellow in die Royal Historical Society in London aufgenommen. Von November 2009 bis 2011 war sie wissenschaftliche Mitarbeiterin der Deutsch-Italienischen Historikerkommission.
Von 2013 bis 2017 war von Lingen Nachwuchsgruppenleiterin am Exzellenzcluster „Asien und Europa im globalen Kontext“ an der Ruprecht-Karls-Universität Heidelberg der Junior Research Group Transcultural Justice. Legal Flows and the Emergence of International Justice within the East Asian War Crimes Trials, 1945–1954. Die Gruppe forschte zu den alliierten Kriegsverbrecherprozessen gegen japanische Militärs im Pazifik und der Rolle der Alliierten im Tokyo Tribunal, dem Pendant zum Nürnberger Gerichtshof.
In dieser Zeit arbeitete von Lingen ebenfalls an ihrem Habilitationsprojekt Transnationale Debatten um die Humanisierung von Kriegsgewalt, 1864–1945. Eine Intellectual History des Konzepts von Crimes against Humanity. Die Habilitation erfolgte 2017.
Seit März 2019 ist Kerstin von Lingen Professorin für Zeitgeschichte (Vergleichende Diktatur-, Gewalt- und Genozidforschung) an der Universität Wien.
2020 erhielt von Lingen für ihr Werk „‚Crimes against Humanity‘: Eine Ideengeschichte der Zivilisierung von Kriegsgewalt 1864–1945“ den Ernst-Otto-Czempiel-Preis der Hessischen Stiftung Friedens- und Konfliktforschung.
Seit 2023 leitet sie ein neues Forschungsprojekt zu „Displacement and resettlement“ im globalen Kontext, unter dem Titel „Global Resettlement Regimes: Ambivalent Lessons learned from the Postwar (1945-1951)“.

## Schriften
- Kesselrings letzte Schlacht: Kriegsverbrecherprozesse, Vergangenheitspolitik und Wiederbewaffnung; der Fall Kesselring. Paderborn, München, Wien, Zürich: Schöningh 2004 (Zugl.: Tübingen, Univ., Diss., 2003), ISBN 3-506-71749-9 (= Krieg in der Geschichte, 20).
Engl.: Kesselring’s last battle: war crimes trials and Cold War politics, 1945–1960. Translated by Alexandra Klemm, Lawrence, Kan.: Univ. Press of Kansas 2009, ISBN 978-0-7006-1641-1.
- (Hrsg.) Kriegserfahrung und nationale Identität in Europa nach 1945. Erinnerung, Säuberungsprozesse und nationales Gedächtnis. Paderborn, München, Wien, Zürich: Schöningh 2009, ISBN 978-3-506-76743-1 (= Krieg in der Geschichte, 49).
- SS und Secret Service: „Verschwörung des Schweigens“. Die Akte Karl Wolff. Schöningh, Paderborn/München/Wien/Zürich 2010, ISBN 978-3-506-76744-8.
Engl.: Allen Dulles, the OSS, and Nazi war criminals. The dynamics of selective prosecution. Translated by Dona Geyer, New York, NY: Oxford Univ. Press 2013, ISBN 978-1-107-02593-6.
- mit Klaus Gestwa (Hrsg.): Zwangsarbeit als Kriegsressource in Europa und Asien. Paderborn, München, Wien, Zürich: Schöningh 2014, ISBN 978-3-506-77727-0 (= Krieg in der Geschichte, 77).
- (Hrsg.) Justice in Times of Turmoil. War Crimes Trials in Asia, 1945–1954. Palgrave Macmillan, London 2016, ISBN 978-3-319-42986-1.
- (Hrsg.) Debating Collaboration and Complicity in War Crimes Trials in Asia, 1945–1956. Palgrave Macmillan, London 2017, ISBN 978-3-319-53141-0.
- (Hrsg.) Transcultural Justice at the Tokyo Tribunal. The Allied Struggle for Justice, 1946–48. Brill, Leiden 2018, ISBN 978-90-04-35997-0.
- “Crimes against Humanity”: Eine Ideengeschichte der Zivilisierung von Kriegsgewalt 1864–1945. Schöningh, Paderborn/München/Wien/Zürich 2018, ISBN 978-3506787750.
- mit Viviane E. Dittrich, Philipp Osten und Jolana Makraiová (Hrsg.): The Tokyo Tribunal: Perspectives on Law, History and Memory. Torkel Opsahl Academic EPublisher, Florenz 2020, ISBN 978-8-283-48137-2.
- mit Peter Pirker (Hrsg.): Deserteure der Wehrmacht und der Waffen-SS. Entziehungsformen, Solidarität, Verfolgung (= Krieg in der Geschichte. Bd. 122). Brill Schöningh, Paderborn 2023, ISBN 978-3-506-79135-1.